# Maison Cuper
L'ancienne maison Cuper est un immeuble classé situé dans la ville de Verviers en Belgique (province de Liège).

## Localisation
Cette demeure est située à Verviers, aux nos 10 et 12 de la rue Jules Cerexhe, une ancienne artère longeant la rive droite de la Vesdre et possédant plusieurs immeubles classés. L'immeuble est aujourd'hui scindé en deux maisons d'habitation. Le no 10 se situe à droite et le no 12, à gauche.

## Historique
La demeure est l'une des plus anciennes de la rue. Elle a été construite en 1712 pour Gérard Cuper qui a laissé son nom à la maison. À l'origine, cette demeure constituait une seule habitation.

## Description
La maison est conçue comme double habitation avec deux portes d'entrée. La façade possède six travées et trois niveaux (deux étages). Le soubassement est réalisé en pierre calcaire équarrie sur une seule rangée. Le reste de la façade est réalisé en brique enduite de couleur sang de bœuf avec encadrements des baies en pierre calcaire avec linteaux à clé de voûte passante. Les baies ont une hauteur dégressive suivant l'étage. Les baies sont reliées entre elles par deux bandeaux de pierre calcaire, l'un prolongeant les linteaux et l'autre placé un peu au-dessus des appuis (pour le rez-de-chaussée et le premier étage). Les portes d'entrée sont placées sur la travée de gauche (au no 12) et sur la quatrième travée (au no 10). Elles sont surmontées par une baie d'imposte et encadrées de piédroits à refends.